# Euclystis inconstans
Euclystis inconstans là một loài bướm đêm trong họ Erebidae.